# Trost i taklampa
Trost i taklampa är en norsk svartvit komedifilm från 1955. Filmen regisserades av debutanten Erik Borge och bygger på Alf Prøysens roman med samma namn (på svenska Trastsommar). I huvudrollen som Gunvor Smikkstugun ses Grete Nordrå som även hon gjorde sin filmdebut som skådespelare.

## Handling
Gunvor Smikkstugun har flyttat till staden och tagit arbete på en tobaksfabrik. Hon trivs bra och under en ledighet försöker hon locka med sig sin gamla kärlek Hjalmar tillbaka till staden. Med samma tåg som Gunvor kommer även bygdens store son, diktaren Lundjordet, som inte varit hemma på över 30 år. Han ska hålla ett stort festtal till ungdomen om vikten av att vara hembygden trogen.
Gunvor träffar gamla vänner och lever glada dagar. Bygdens unga flickor blir dock missunsamma mot henne. På den stora festen där Lundjordet ska tala hamnar hon i bråk och blir nedslagen av några berusade unga män. Hon reser tillbaka till staden ensam.

## Rollista
- Grete Nordrå – Gunvor Smikkstugun
- Martin Gisti – Lundjordet
- William Nyrén – Hjalmar
- Jack Fjeldstad – Brekkestøl
- Roy Bjørnstad – Roy
- Siri Rom – Elise
- Astrid Sommer – Gunvors mor
- Lillemor Hoel – Eva Snekkersveen
- Pål Bang-Hansen – Arne Barnhemmet
- Randi Nordby – Ingebjørg
- Ragnar Olason – Gunvors far
- Kristian Løvlie – Oskar
- Ottar Wicklund – Aksel Snekkersveen
- Ada Ørvik – Emma
- Harald Aimarsen – Smikkstad
- Gunda Ullsaker – Fru Smikkstad
- Agnes Bjerke – Krestine
- Alf Prøysen – sig själv
- Anker Wahlstrøm
- Gudmund Blaalid
- Joachim Calmeyer
- Willie Hoel – Teodor Snekkersveen

## Om filmen
Filmen bygger på Alf Prøysens roman med samma namn från 1950. Den hade år 1952 dramatiserats av Prøysen och Asbjørn Toms och spelats på Det norske teatret i regi av Toms. Romanen översattes till svenska 1954 av Karl-Hampus Dahlstedt med titeln Trastsommar. Den har senare blivit musikal.
Med filmen gjorde Erik Borge sin debut som regissör. Han skrev också filmens manus tillsammans med Prøysen och Odd Bang-Hansen. I filmmanuset har mycket av folk- och bondkomiken från scenuppsättningen från 1952 plockats bort. I stället präglas manuset av en stark socialkritik gentemot bonderomantiken och är ett försvar av "flykten från landsbygden", att unga människor valde att lämna landsbygden för ett liv i staden.
Filmen producerades av bolaget ABC-film och spelades in med Tore Breda Thoresen som fotograf. Den klipptes samman av Erik Løchen och premiärvisades den 17 januari 1955 i Norge. Musiken komponerades av Maj Sønstevold.